# Vero Lake Estates
Vero Lake Estates est une census-designated place du comté d'Indian River, dans l'État de Floride, aux États-Unis,. En 2020, elle compte une population de 6 782 habitants.